# Caecidotea attenuata
Caecidotea attenuata är en kräftdjursart som först beskrevs av Richardson 1900.  Caecidotea attenuata ingår i släktet Caecidotea och familjen sötvattensgråsuggor. Inga underarter finns listade i Catalogue of Life.